# Somewhere in England
Albums de George Harrison
George Harrison
(1979) Gone Troppo
(1982)
Singles
1. All Those Years Ago/Writing's On The Wall
Sortie : 11 mai 1981
2. Teardrops/Save the World
Sortie : 15 juillet 1981

Somewhere in England est le septième album solo de George Harrison. Sorti en 1981, il compte dix chansons, et est le premier album publié par un des ex-Beatles après l'assassinat de John Lennon. L'album était à l'origine prévu pour fin 1980, mais les dirigeants du label Warner Bros. Records, peu satisfaits du potentiel commercial des chansons du disque, en ont commandé quatre nouvelles en remplacement, demandant à Harrison de s'adapter aux styles de son époque. Il s'exécute, mais avec une mauvaise grâce qui transparaît clairement dans certaines chansons, notamment Blood From a Clone, pique à l'encontre de ces « hommes en costume ».
Parmi ces nouvelles chansons se trouve All Those Years Ago, à l'origine prévue pour Ringo Starr et transformée en hommage à Lennon. Le batteur participe à la chanson, de même que Paul McCartney qui participe aux chœurs. Trois autres chansons tentant de s'adapter aux nouveaux courants musicaux occupent l'album, mais sont l’œuvre d'un Harrison désabusé par l'industrie du disque et désireux de se retirer du milieu à la fin de son contrat. Le reste du disque contient quatre des chansons prévues par Harrison, écrites dans la même veine que son album précédent, et deux reprises de chansons des années 1940 de Hoagy Carmichael. La pochette du disque elle-même est choisie par la Warner à la place du musicien.
Porté par son single principal qui connaît un grand succès et monte jusqu'en deuxième place des classements américains, l'album permet à Harrison de renouer avec un relatif succès commercial, en atteignant la 11e place des charts aux États-Unis, et la 13e au Royaume-Uni. Le succès retombe cependant très rapidement, et l'album est le premier du musicien à ne pas être disque d'or aux États-Unis. Il reçoit par ailleurs un accueil mitigé de la critique. En 2004, le disque est réédité avec la pochette choisie par Harrison. Les quatre chansons non-publiées à l'origine apparaissent pour leur part en pistes bonus sur certains singles et rééditions d'albums, ainsi que dans le coffret Songs of George Harrison.

## Historique

### Contexte

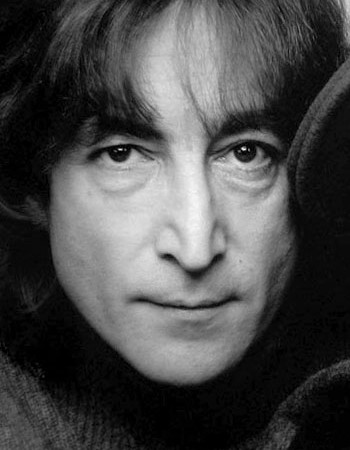
Somewhere in England est le premier album publié par George Harrison après la mort de John Lennon.

La fin des années 1970 et le début de la nouvelle décennie est en demi-teinte pour les ex-Beatles : Paul McCartney est à la tête des Wings alors à l'agonie, tandis que Ringo Starr enchaîne un certain nombre d'albums au succès inexistant, notamment Bad Boy en 1979. Pour George Harrison, la décennie a également vu une lente mais nette chute dans les charts à partir de Dark Horse en 1974. S'il publie un certain nombre d'albums que la critique regarde avec bienveillance, il ne parvient plus à regagner le cœur du public qui s'est détourné de lui.
Pour les anciens Beatles, donc, les années 1980 ne se présentent pas sous les meilleurs auspices. Cette décennie signe en effet la fin de nombreux artistes de leur génération, dépassés par les offensives de la musique punk et de la new wave. Face à cela, les artistes fidèles à leur style que sont Ringo Starr ou George Harrison sont rapidement dépassés par les nouveaux genres : il n'est pas étonnant que tous deux cessent toute publication de disque durant une grande partie, sinon toutes les années 1980. Quant à Paul McCartney, s'il essaie parfois de s'adapter aux courant musicaux de son temps, la critique n'adhère pas toujours, et lui aussi doit attendre 1989 pour connaître un retour en grâce.
Un événement dramatique vient également bousculer la vie de Harrison lorsque, le 8 décembre 1980, John Lennon est assassiné. Tous deux étaient brouillés depuis le début de l'année, Lennon trouvant qu'il n'était pas assez mentionné dans l'autobiographie I, Me, Mine publiée par George. Cependant, la mort de son ami heurte énormément Harrison. Elle entraîne notamment de grands changements dans le travail qu'il effectue pour son prochain album, mais aussi dans les projets de chanson qu'il avait pour le prochain album de Ringo Starr, Can't Fight Lighting, lui aussi grandement modifié et publié sous le titre Stop and Smell the Roses.

### Enregistrement

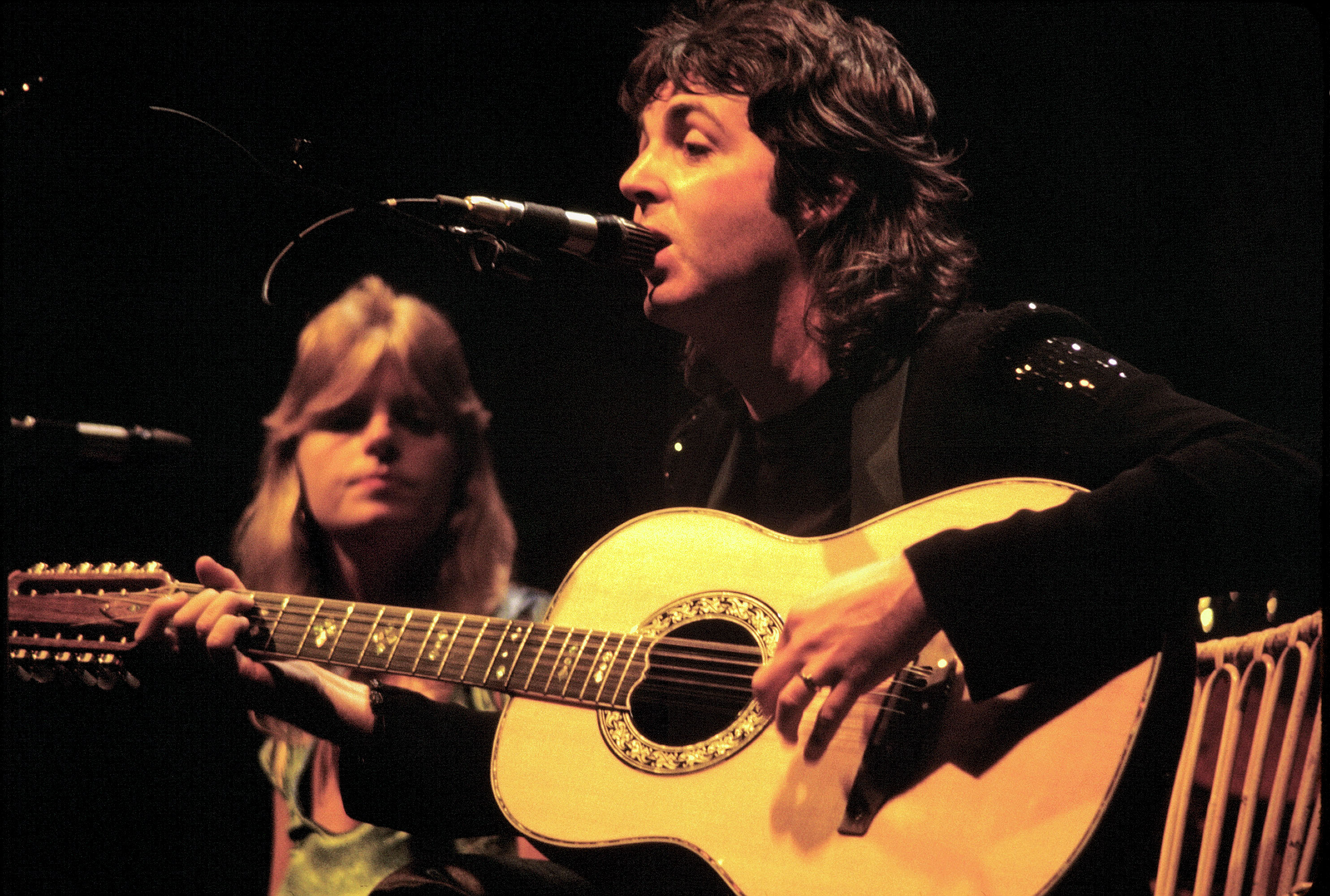
Paul et Linda McCartney se joignent à Harrison sur All Those Years Ago.

Si Somewhere in England ne parait qu'en juin 1981, son enregistrement remonte en réalité au début de l'année 1980. Une première tranche de travail s'est en effet déroulée à Friar Park de mars à octobre. En quête d'un nouveau style, plus « anglais » depuis son album précédent (George Harrison en 1979), Harrison fait ici appel au percussionniste Ray Cooper pour l'assister à la production. Cooper avait déjà assuré les percussions sur le précédent opus. S'il continue à faire appel à certains musiciens habitués de ses disques comme Tom Scott ou Willie Weeks, il fait également intervenir de nouveaux musiciens britanniques : Herbie Flowers, Dave Mattacks et Mike Moran notamment (qui participeront également à l'opus suivant, Gone Troppo). Dès octobre 1980, le disque est prêt et pressé en certains exemplaires, depuis disputés par les collectionneurs. La sortie est prévue pour le 29 octobre, même jour que le Double Fantasy de John Lennon. Cependant, lorsque Derek Taylor apporte les pressages aux officiels de Warner Bros. Records, ceux-ci se montrent insatisfaits : l'album n'est pas assez « vivant » à leur goût, trop peu commercial.
Pour Mo Ostin et ses focus groups, le public attend des chansons sur les amourettes adolescentes, bien éloignées des préoccupations de Harrison sur le temps, la vie et la spiritualité. Les chansons Lay His Head, Flying Hour, Sat Singing et Tears of the World sont ainsi exclues du disque, et Harrison est prié de revoir sa copie. Il devient donc le premier Beatle à voir un de ses albums rejetés par sa maison de disques (Ringo Starr étant, pour sa part, dans l'impossibilité d'en trouver une pour son album Old Wave deux ans plus tard). C'est donc avec un certain énervement qu'il revient en studio à partir de novembre 1980 pour ajouter plusieurs chansons plus vivantes, notamment Blood From a Clone, pied de nez aux « hommes en costume » qui ont rejeté son disque.
Le dernier événement qui vient faire basculer l'enregistrement de Somewhere in England est l'assassinat de John Lennon, qui plonge Harrison dans un certain désarroi. Pour remercier son ami de tout ce qu'il lui a apporté et des messages qu'il a fait passer, il retouche une chanson prévue pour Ringo Starr qui devient All Those Years Ago. Malgré son sujet grave, la chanson est une des pistes « commerciales » du disque voulues par Mo Ostin. Pour l'enregistrer, Harrison fait appel à Ringo Starr, qui le rejoint à la batterie. Quelques jours plus tard, Paul et Linda McCartney, accompagné de Denny Laine, membre des Wings, viennent enregistrer les chœurs. Les enregistrements prennent fin en février 1981.

### Parution et réception
Somewhere in England est publié le 1er juin 1981 aux États-Unis et quatre jours plus tard au Royaume-Uni. L'album n'arrive pas en terrain inconnu : All Those Years Ago a été publié en single courant mai, et connu une très bonne carrière dans les charts. Alors que les singles précédents peinaient à y rentrer, la chanson atteint la deuxième position des classements américains. Ce succès inattendu profite de fait à l'album qu'il annonce. À cela s'ajoute l'émotion suscitée par la mort de John Lennon, qui a propulsé en tête des charts par delà le monde son single (Just Like) Starting Over publié peu avant sa mort : tout ce qui touche de près ou de loin l'artiste attire le public, ce qui contribue fortement au succès de l'album de Harrison.
C'est ainsi que le disque connaît un succès éclair : aux États-Unis, il atteint la 11e place des charts, succès légèrement supérieur au disque précédent de l'artiste dans ce pays. Il ne parvient cependant pas à devenir disque d'or, une première pour Harrison. C'est surtout au Royaume-Uni que le disque atteint des hauteurs qu'Harrison n'avait plus vues depuis ses succès du début des années 1970, avec une 13e place. Mais l'attraction retombe rapidement, et il ne faut que quatre semaines pour que le disque sorte des classements. De façon générale, selon Simon Leng, auteur d'un ouvrage sur la musique de Harrison, Somewhere in England doit le plus gros de son succès à un retour de la Beatlemania, dont, paradoxalement, Harrison tentait de s'éloigner.
À sa sortie, Somewhere in England est globalement assez mal perçu par la critique. Harry Thomas, de Rolling Stone, regrette un certain mélange des genres entre les nouvelles et anciennes chansons, et explique que ce paradoxe est particulièrement symbolisé par All Those Years Ago : malgré son sujet triste, la musique est particulièrement enjouée, ce qui est d'autant plus étonnant pour un musicien à qui on a reproché d'être trop souvent plaintif. Le regard évolue quelque peu lorsque les chansons rejetées sont finalement publiées, notamment dans les disques bonus des livres collector Songs of George Harrison en 1992. Ainsi, Richard S. Ginell du site AllMusic explique que les chansons rejetées, malgré une qualité légèrement inférieures à celles qui ont été écrites sur demande, sont supérieures à certaines chansons conservées, concluant que « la version officielle est légèrement meilleure que les bootlegs originaux ». À l'inverse, Simon Leng considère que l'album est le plus mauvais de la carrière de Harrison, et qu'il aurait été, bien que moins commercial, plus fidèle à son auteur dans sa version d'origine.
L'album a été réédité à l'identique en 1988, sous sa pochette originale représentant Harrison se tenant devant un mur. En 2004, le disque est à nouveau réédité, remastérisé, au sein du coffret The Dark Horse Years. Une piste bonus, version alternative de Save the World y est ajoutée. Le plus gros changement concerne cependant la pochette, qui retrouve le visuel à l'origine voulu par Harrison : sa tête, de profil, la chevelure se mêlant à une carte de l'Angleterre.

## Analyse musicale

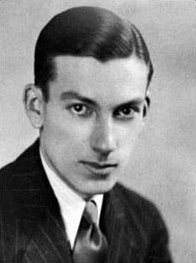
Dans Somewhere in England, George Harrison reprend deux chansons de Hoagy Carmichael qui ont marqué sa jeunesse.

George Harrison avait conçu à l'origine Somewhere in England dans la lignée de son prédécesseur, avec des chansons assez posées et centrées sur ses états d'esprits et les messages qu'il souhaitait faire passer. Sat Singing, Lay His Head et Flying Hour sont ainsi des compositions très introspectives qui concernent la spiritualité de leur auteur ou ses émotions. Elles ne sont pas retenues pour l'album final, de même que Tears of the World, chanson engagée dressant un tableau pessimiste du monde, qui n'était pas du goût des officiels de Warner Bros. Records. Cette dernière apparaît en 2004 sur la réédition de Thirty Three & 1/3.
Certaines chansons conservées sur la version finale de l'album gardent ces caractères. Ainsi, Save the World, qui conclut l'album, dresse un constat similaire à  Tears of the World : le monde va mal. Mais Harrison le fait cette fois-ci avec un soupçon d'humour inspiré des Monty Python dont il juge qu'ils sont le reflet de la folie du monde (il a produit deux ans plus tôt leur film La Vie de Brian), et la chanson est rehaussée de nombreux effets sonores comme le bruit d'une caisse enregistreuse. Unconsciousness Rules est pour sa part une diatribe contre la musique disco. Life Itself et Writing's On the Wall sont pour leur part des compositions touchant à la spiritualité de Harrison, son rapport à Dieu et à ses amis proches ou disparus, dans la continuité de son travail précédent, et les plus proches de ce que devait être à l'origine l'esprit de Somewhere in England.
À contre-courant total de ce qui se fait à l'époque, Harrison enregistre également deux reprises de chansons de Hoagy Carmichael datant de la fin des années 1930 et du début des années 1940. Baltimore Oriole et Hong Kong Blues sont en effet des chansons qu'il écoute et apprécie depuis l'enfance et décide de reprendre dans un style modernisé. Il espérait au départ que la seconde pourrait ouvrir l'album, mais la Warner le lui a refusé et l'a faite placer en avant-dernière position sur l'album.
Parmi les chansons « au goût du jour » composées par Harrison sur demande des éditeurs, All Those Years Ago est son hommage à John Lennon, avec la participation des deux autres Beatles encore en vie. Avec ses rythmiques dynamiques, c'est la chanson qui contribue à porter le disque dans les charts. Teardrops, dans la même veine musicale, est une chanson que Harrison a enregistrée à la va-vite sans y mettre de cœur, tant elle s'éloigne de ce qu'il aime faire. Cet air pop commercial est publié en single durant l'été 1981, mais ne parvient pas à entrer dans les charts. Avec Blood From a Clone, qui introduit le disque, Harrison s'amuse à faire un pied de nez à ceux qui ont rejeté son disque et fait de cette chanson à l'air commercial une violente pique contre ces « hommes en costume » qui ont la prétention d'influer sur sa musique,. Enfin, That Which I Have Lost est encore, sous des dehors plus commerciaux, une chanson dont les paroles traitent de prise de conscience spirituelle, et non, comme le souhaitaient les officiels de Warner, de « relations filles-garçons ».
Cette « ingérence » des éditeurs, qui vexe clairement Harrison, contribue pour beaucoup à son départ d'une scène musicale pour laquelle il ne se sent plus adapté. Il signe l'année suivante avec Gone Troppo (échec flagrant qu'il ne fait rien pour éviter en n'assurant aucune promotion) l'album qui marque un éloignement de cinq ans vis-à-vis de l'industrie du disque.

## Fiche technique

### Liste des chansons
Toutes les chansons sont écrites et composées par George Harrison sauf mention contraire.
| 1.    | Blood From a Clone                  | 3:58 |
| 2.    | Unconsciousness Rules               | 3:04 |
| 3.    | Life Itself                         | 4:24 |
| 4.    | All Those Years Ago                 | 3:43 |
| 5.    | Baltimore Oriole (Hoagy Carmichael) | 3:57 |
| 6.    | Teardrops                           | 4:04 |
| 7.    | That Which I Have Lost              | 3:42 |
| 8.    | Writing's on The Wall               | 3:57 |
| 9.    | Hong Kong Blues (Hoagy Carmichael)  | 2:54 |
| 10.   | Save the World                      | 4:56 |
| 39:43 |                                     |      |

### Interprètes
- George Harrison : chant, guitare, claviers, synthétiseur, Gubguba (percussion indienne)
- Willie Weeks : basse
- Herbie Flowers : tuba, basse
- Al Kooper : claviers, synthétiseurs
- Mike Moran : claviers, synthétiseurs(6)
- Gary Brooker : claviers, synthétiseurs (8)
- Neil Larsen : claviers, synthétiseurs
- Ray Cooper : claviers, synthétiseurs, batterie, percussions
- Jim Keltner : batterie
- Ringo Starr : batterie (4)
- Dave Mattacks : batterie (6)
- Tom Scott : cuivres, lyricon
- Alla Rakha : tablâs
- Paul McCartney, Linda McCartney, Denny Laine : chœur sur (4)